# Gorgona
Gorgona (olaszul Isola di Gorgona) a Toszkánai-szigetek legészakibb szigete a Ligur-tengerben.

## Földrajza
Közigazgatásilag Olaszország Toszkána tartományának Livorno megyéjéhez tartozik. Livornótól 35 km-re nyugatra fekszik a Ligur-tengerben. Területe 2.23 km². Felszíne hegyvidéki jellegű, legmagasabb pontja 255 m. Növényzete nagyobbrészt macchia és píneafenyők. A partvidékét kristálytiszta tenger övezi. Lakosságának száma megközelítőleg 300, melynek nagyobb részét fegyencek alkotják.

## Nevezetességei
- Területének nagy részét az 1869-ben létesített fegyház birtokolja.
- Turisták csak szigorú feltételek mellett, a megfelelő engedélyek beszerzése után a hatóságok által kijelölt időpontban és módon, felügyelet alatt, csoportosan látogathatják a szigetet.